# Mariotto Albertinelli
Mariotto di Bigio di Bindo Albertinelli (13. října 1474 Florencie – 5. listopadu 1515 Florencie) byl italský renesanční malíř florentské školy. 

## Život a dílo
Jeho učitelem byl Cosimo Rosselli. Mariotto Albertinelli u něho studoval spolu s Fra Bartolomeem, s nímž navázal hluboké přátelství a pracovní partnerství. Jeho sponsorkou byla Alfonsina Orsiniová, matka Lorenza II. de' Medici. K Albertinelliovým studentům patří Jacopo da Pontormo, Innocenzo di Pietro Francucci da Imola a Giuliano Bugiardini. 
Jeho styl, podobný stylu Fra Bartolommea, se vyznačuje střízlivou důstojností a monumentalitou a zrcadlí se v něm vliv Leonarda da Vinciho. Albertinelli využíval šerosvit, jeho postavy se nacházejí v intimních kompozicích. Jeho reprezentativním dílem je Navštívení Panny Marie (1503).

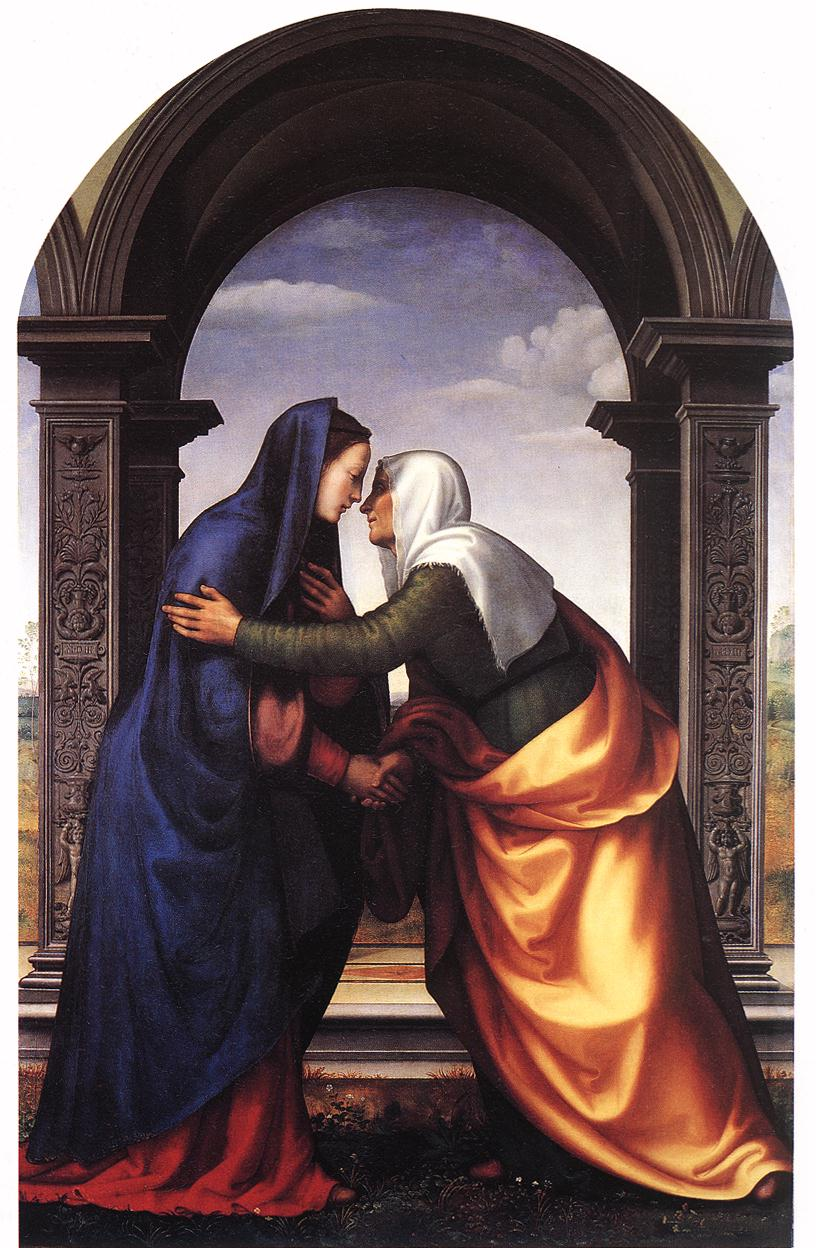
Mariotto Albertinelli: Navštívení Panny Marie (1503, Galleria degli Uffizi)